# Heimatland (Schiff)

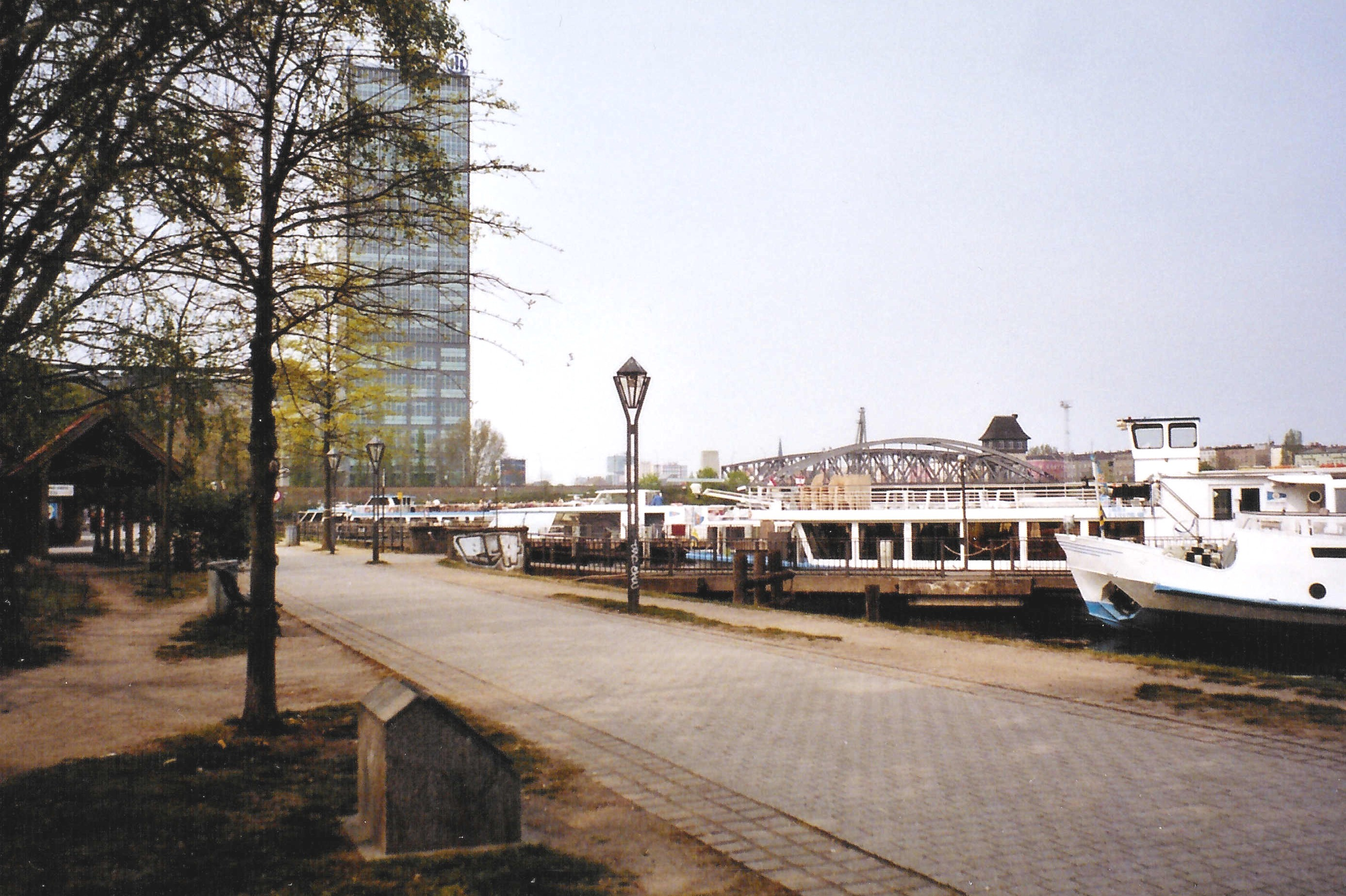
Treptower Hafen 2007 mit Gedenkstein im Vordergrund

Die Heimatland war ein Binnenfahrgastschiff in Berlin unter der Flagge der DDR, das durch ein schweres Schiffsunglück am 5. Juli 1951 in Alt-Treptow in die Schlagzeilen kam. Es handelt sich um den schwersten Unfall der Berliner Fahrgastschifffahrt und der Binnenschifffahrt der DDR.

## Bau
Gebaut wurde die spätere Heimatland 1905 auf der Werft Larsen & Hanne in Berlin. Bei einer Länge von 17 Metern war sie für 130 Fahrgäste zugelassen. Der Antrieb bestand aus einem Dieselmotor mit einer Leistung von 24 PS, der auf eine einzelne Schraube wirkte. 1948 wurde sie auf der Teltow-Werft neu aufgebaut. Ab diesem Jahr ist sie unter ihrem letzten Namen bekannt. Wegen Schwierigkeiten mit ihrem ersten Motor wurde dieser 1951 gegen einen Ottomotor getauscht.

## Unglück
Eigner und Kapitän des Motorschiffs war seit ein paar Monaten Erich Weise. Es sollte am 5. Juli 1951, zu Beginn der Sommerferien, im Rahmen der staatlich organisierten Ferienspiele mit 127 Kindern und deren Betreuern aus Prenzlauer Berg von Alt-Treptow aus einen Ausflug nach Hessenwinkel (Ortslage von Rahnsdorf) unternehmen. Nach 300 Metern Fahrt explodierte der Benzinmotor der Heimatland aufgrund eines Vergaserdefekts noch im Hafenbereich und setzte das gesamte Schiff in Brand. Alle Kinder, die im Unterdeck saßen, starben. Trotz einer sofort eingeleiteten Rettungsfahrt des Fahrgastschiffs Elfriede unter Kapitän Bernhard Langwaldt und der Hilfe zahlreicher Freiwilliger wie auch Arbeiter von der nahen Baustelle der neuen Stralauer Brücke kamen nach DDR-Angaben bei dem Unglück 28 Kinder zwischen 6 und 12 Jahren und zwei Mütter als Betreuerinnen ums Leben. Nach West-Berliner Schätzungen starben dabei bis zu 49 Personen. Tristan Micke aus Berlin-Treptow, der den Unfall für die Verkehrsgeschichtlichen Blätter analysierte, hält die von West-Berlin aus genannte Opferzahl für realistisch. Zwar sind auf Gedenktafeln am Gemeinschaftsgrab auf dem Zentralfriedhof Friedrichsfelde 30 Opfer namentlich genannt; diese Opferzahl wurde auch für den am 5. Juli 2005 zum 54. Jahrestag der Katastrophe aufgestellten Gedenkstein am Treptower Hafen übernommen. Laut Micke wurden jedoch nicht alle Opfer in Friedrichsfelde beerdigt. Er gibt an, ein Gemeinschaftsgrab auf dem Friedhof in der Roelckestraße gesehen zu haben, das später nicht mehr vorhanden gewesen sei.
Die offizielle Untersuchung der Unfallursache ergab, dass Erich Weise ohne behördliche Genehmigung den Dieselmotor des Schiffes gegen einen alten Benzinmotor hatte austauschen lassen. Wegen vorsätzlicher Transportgefährdung in einem besonders schweren Fall wurde Weise vom Landgericht Berlin-Mitte zu 15 Jahren Zuchthaus verurteilt. Der Autoschlosser Walter Krüger, der den Austausch des Motors vorgenommen hatte, musste wegen Transportgefährdung für fünf Jahre ins Gefängnis.

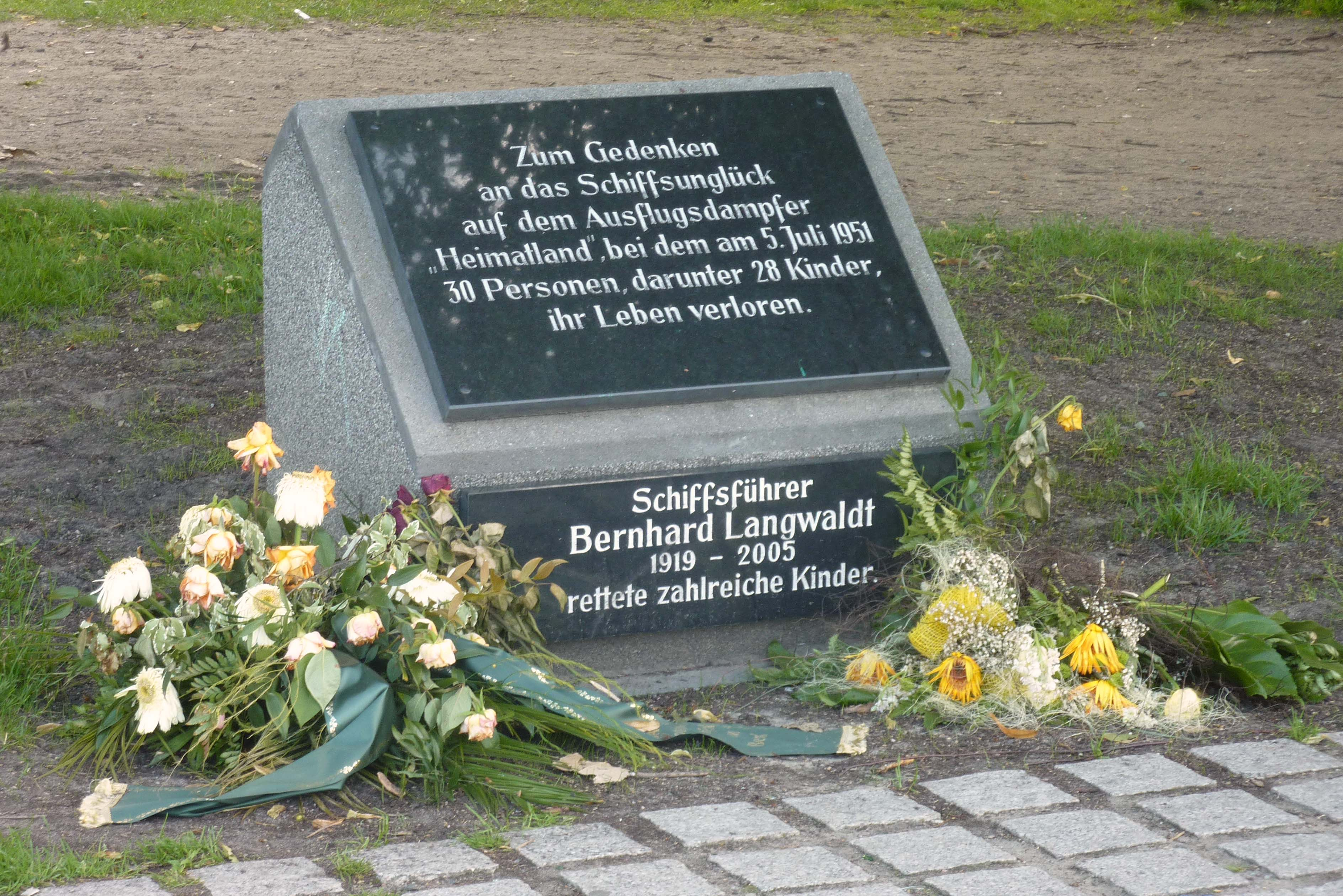
Gedenkstein am Treptower Hafen

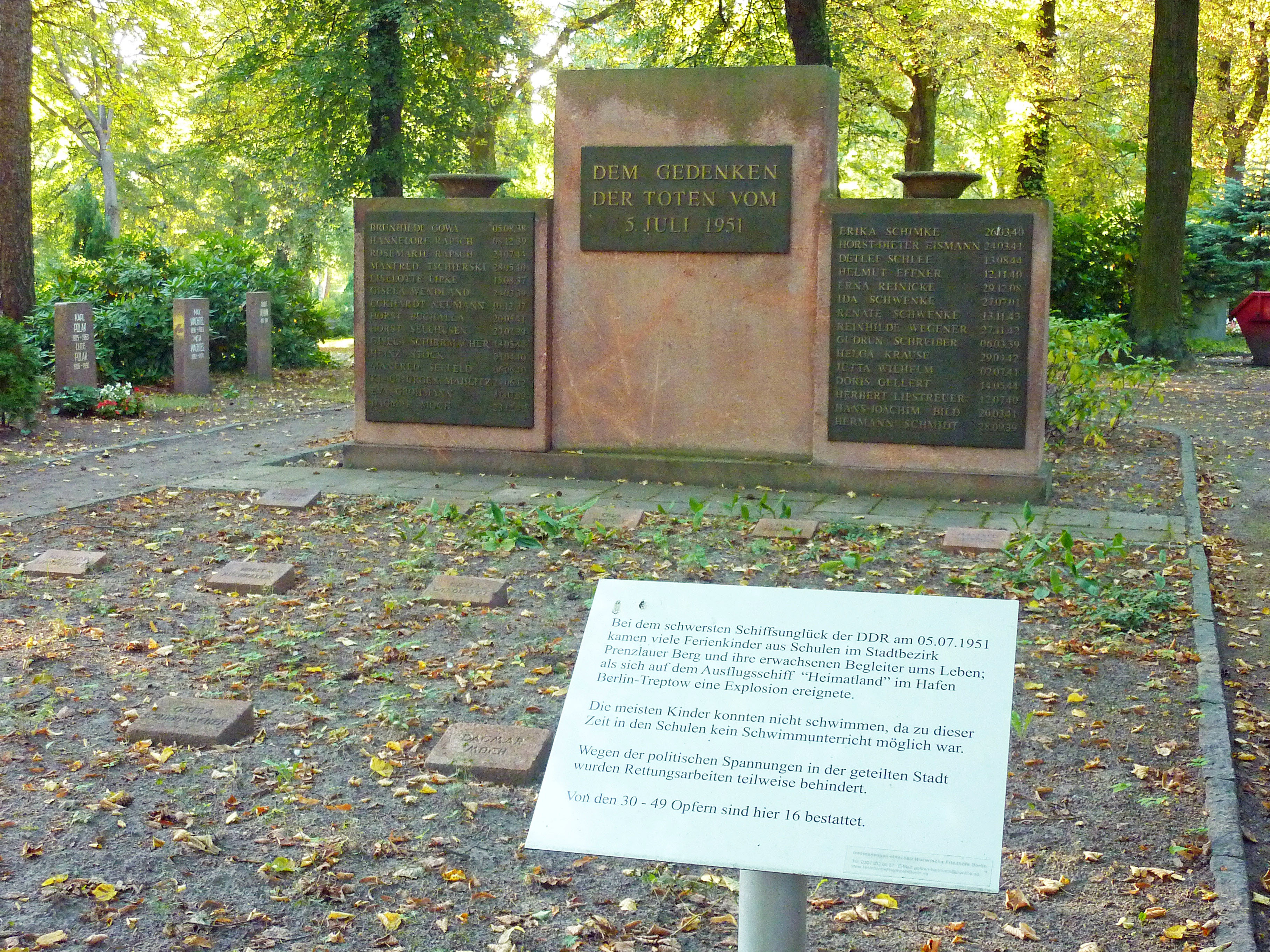
Grabanlage und Gedenkstätte auf dem Zentralfriedhof Friedrichsfelde

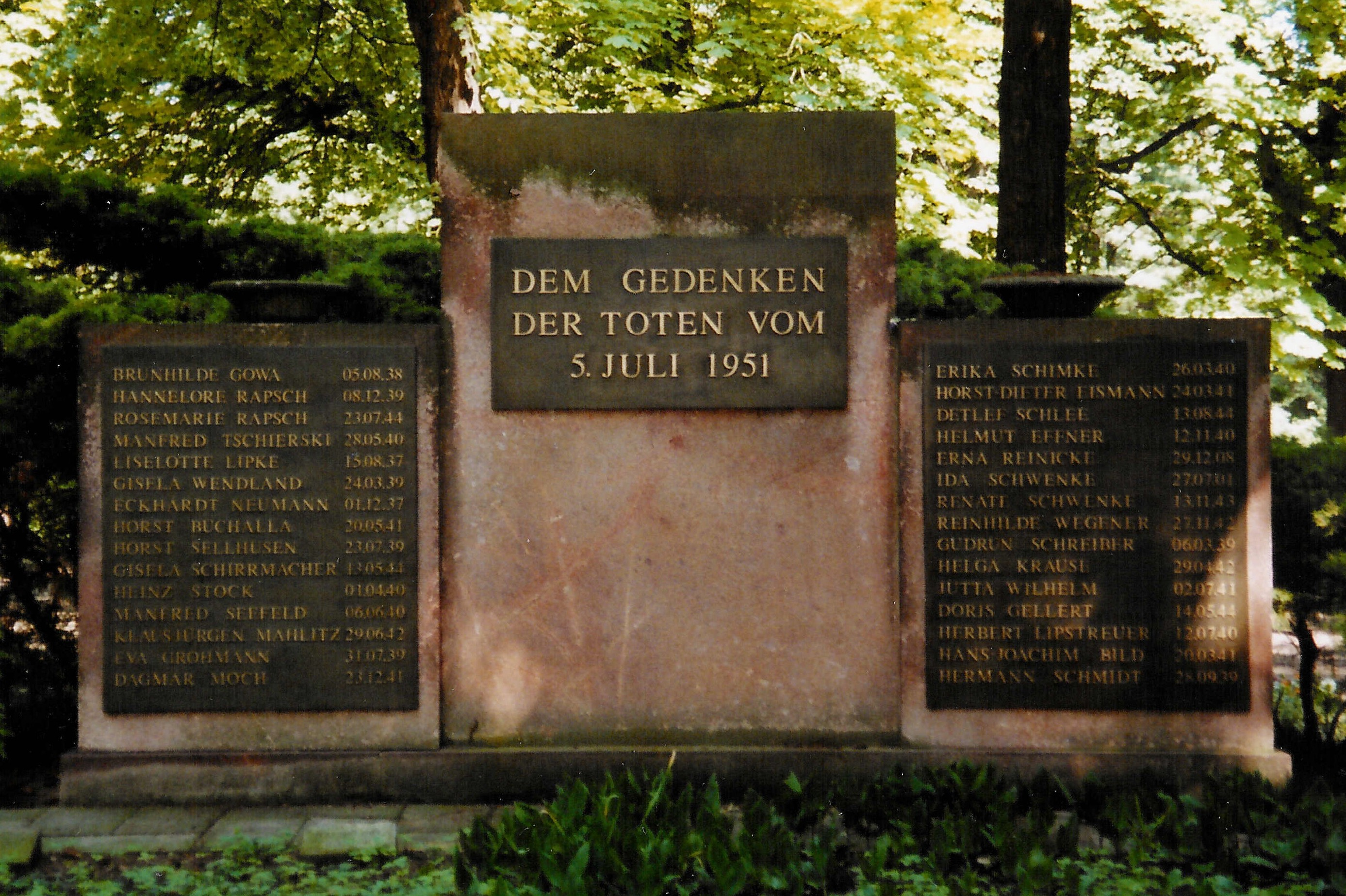
Gedenktafeln mit Namen der Opfer

Laut Tristan Micke fuhr Erich Weise im Auftrag der Deutschen Schiffs- und Umschlagbetriebe (DSU), der staatlichen DDR-Reederei, deren Rolle nie geklärt wurde – der Austausch des Motors erfolgte möglicherweise auf ihr Betreiben hin. Nach Karin und Till Ludwig, den Produzenten des Dokumentarfilms Tod auf der Spree. Das Unglück auf der MS „Heimatland“, hatte Weise zunächst versucht, mit Hilfe der DSU einen Ersatzdieselmotor zu beschaffen, was aber misslang. Daraufhin wurde mit Billigung der DSU der Ottomotor verbaut. Vertreter der DSU inspizierten mehrfach die Umbauarbeiten und überzeugten sich von ihrem Fortgang. Nachdem der Einbau erfolgt war, erhielt Weise sofort für den nächsten Tag den Fahrbefehl für die spätere Unfallfahrt. Er hatte also keine Chance, die vorgeschriebene technische Abnahme des Bootes vor der Erstfahrt nach der Reparatur zu veranlassen.
Nachdem Erich Weise 1955 im Rahmen einer Amnestie aus dem Zuchthaus entlassen worden war, siedelte er mit seiner Familie nach West-Berlin über und arbeitete dort wieder als Binnenschiffer.

## Darstellung in den Medien

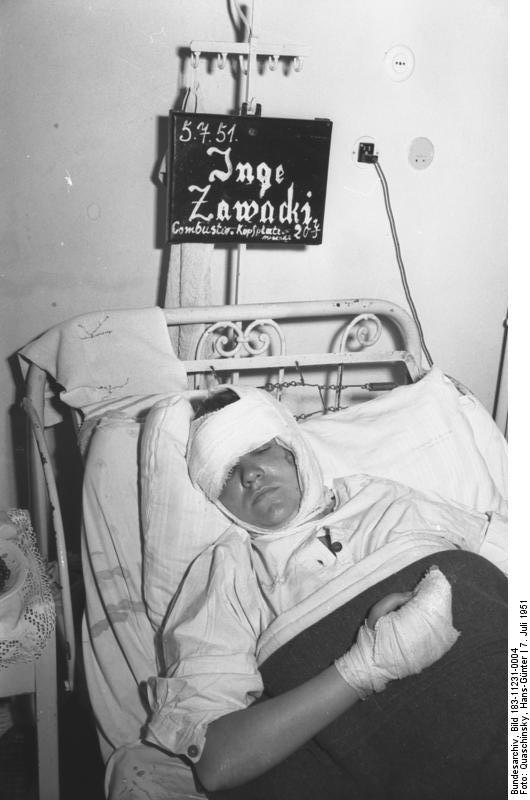
Verletzte Pionierleiterin im Krankenhaus Friedrichshain

Das Unglück wurde in der Zeit des Kalten Krieges von Ost- und den Westmedien instrumentalisiert und sehr unterschiedlich dargestellt. Die DDR betonte, es seien sofort Rettungsmaßnahmen der Bereitschaftspolizei, der Feuerwehr und der Wasserschutzpolizei eingeleitet worden. Die Ost-Berliner Berliner Zeitung behauptete, Rettungswagen hätten einen Umweg nehmen müssen, weil sie den amerikanischen Sektor nicht hätten durchfahren dürfen, und West-Berliner Kliniken hätten Brandopfer abgewiesen, weil sie „nicht westversichert“ gewesen seien. Die West-Berliner Zeitung Der Tagesspiegel hingegen verbreitete die Version, als Rettungsmaßnahme sei erst nach einer halben Stunde ein Boot der Volkspolizei eingetroffen, außerdem habe die Volkspolizei sich nicht genügend um die im Wasser treibenden Kinder gekümmert. Weiterhin seien von der West-Berliner Polizei Boote geschickt worden, die Volkspolizei habe die Hilfe aber abgelehnt.
Die DDR, der die Katastrophe nach Ansicht von Kurt Groggert, Autor der Berliner Verkehrsblätter, angesichts der bevorstehenden Weltfestspiele der Jugend in Ost-Berlin äußerst ungelegen kam, betonte die Rolle der Retter. 34 Lebensretter zeichnete der damalige Ost-Berliner Oberbürgermeister Friedrich Ebert junior am 14. Juli 1951 mit Urkunden und Sachgeschenken aus. Der wichtigste Retter, Bernhard Langwaldt, war noch am Unglücksort von der Volkspolizei festgenommen und in Handschellen in das Gefängnis Rummelsburg in Berlin-Stralau gebracht worden. Langwaldt: „Sie [die Volkspolizei] dachte wohl, dass ich der Unglückskapitän war.“ Später wurde er wieder freigelassen.
Zeitzeugen aus Ost-Berlin, die von Karin und Till Ludwig in ihrem Film befragt wurden, schilderten, dass die Volkspolizisten von ihren Booten aus nur halbherzig an den Rettungsaktionen teilgenommen hätten. Angebotene Hilfe aus dem Westen wurde in der Tat abgelehnt; Volkspolizeiboote verhinderten sogar durch aktiven Einsatz, dass sich Retter aus dem Westen der Unglücksstelle nähern konnten. Die nächste West-Berliner Feuerwache war deutlich näher gelegen als die nächste Ost-Berliner Wache, weshalb es zu Rettungsverzögerungen kam. Es weigerten sich aber auch West-Berliner Krankenhäuser, Verletzte aufzunehmen, die nicht bei einer westlichen Krankenversicherung versichert waren.

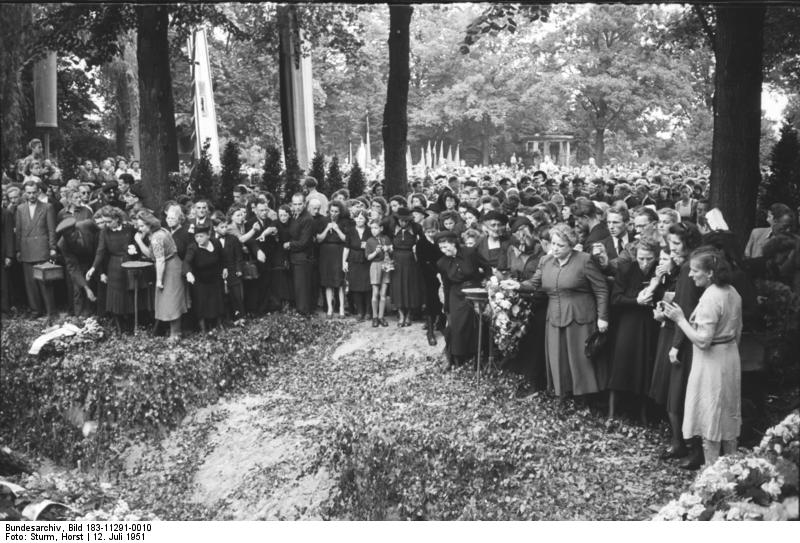
Trauerfeier am 12. Juli 1951 auf dem Zentralfriedhof Friedrichsfelde
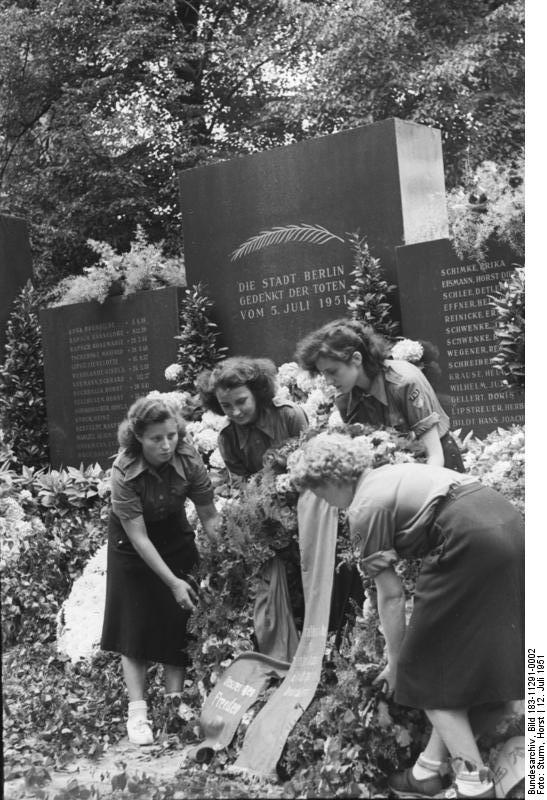
Kranzniederlegung am 12. Juli 1951 auf dem Zentralfriedhof Friedrichsfelde
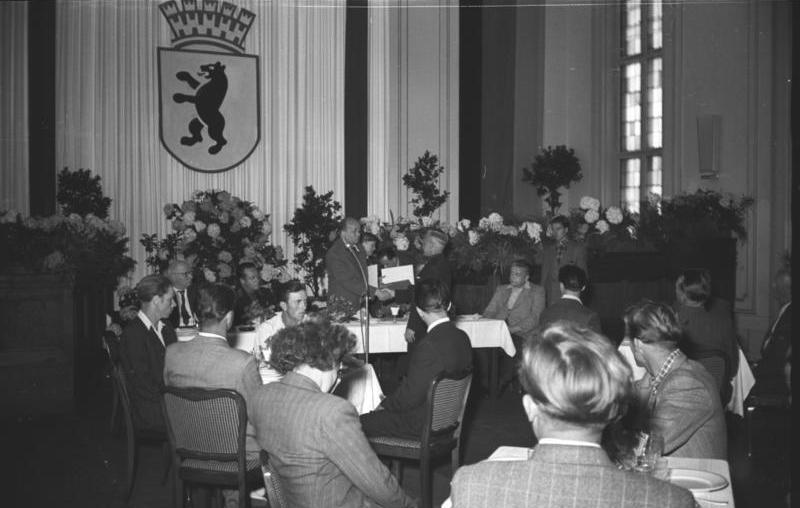
Ehrung von Rettern am 14. Juli 1951 im Neuen Stadthaus durch Friedrich Ebert

## Gedenken
Die Grab- und Gedenkanlage auf dem Friedhof Friedrichsfelde befindet sich links hinter der Gedenkstätte der Sozialisten und erinnert in ihrer Form an den Grundriss eines Schiffes. Ihren hinteren Abschluss bilden drei aufrecht stehende Gedenksteine aus rotem Porphyr, die drei Bronzetafeln tragen. Auf den seitlichen Tafeln stehen die Namen und Geburtsdaten von fünfzehn Mädchen, dreizehn Jungen und zwei Frauen. Die ursprünglichen, mit der Zeit verwitterten Tafeln wurden zum 4. Mai 1994 mit dem etwas verändertem Widmungstext „Dem Gedenken der Toten vom 5. Juli 1951“ erneuert. 2011 wurde am Rand des Gräberfeldes eine erläuternde Informationstafel enthüllt und die 16 Kissengrabsteine restauriert. Die restlichen 14 Verunglückten sind auf anderen Berliner Friedhöfen beerdigt worden.
Zum ortsbezogenen Gedenken an das Schiffsunglück wurde am 5. Juli 2005 ein niedriger Gedenkstern an der Uferpromenade des Treptower Hafens enthüllt. Im Sommer 2008 wurde daran eine Ergänzungstafel angebracht, die den Einsatz des Schiffsführers Bernhard Langwaldt würdigt. Langwaldt und sein Bootsmann hatten etwa 80 Kinder von der Heimatland gerettet. Am 5. Juli 2016 wurde der Parkweg am S-Bahnhof Treptower Park bis zur Parkwegbrücke in Bernhard-Langwaldt-Weg umbenannt.

## Film
- Karin und Till Ludwig: Tod auf der Spree. Das Unglück auf der MS „Heimatland“. D, 2007, 45 Min.
- Tod auf der Spree. Das Unglück auf der MS Heimatland. 3-teilige Dokumentation auf YouTube, 41 Min.